# (1050) Meta
(1050) Meta – planetoida z pasa głównego asteroid okrążająca Słońce w ciągu 4 lat i 93 dni w średniej odległości 2,62 au. Została odkryta 14 września 1925 roku w Landessternwarte Heidelberg-Königstuhl w Heidelbergu przez Karla Reinmutha. Nazwa planetoidy pochodzi od niemieckiego imienia żeńskiego, jednak nie wiadomo na czyją cześć została nadana. Przed jej nadaniem planetoida nosiła oznaczenie tymczasowe (1050) 1925 RC.